# Avon Championships 1982
Avon Championships 1982 - 11-й Чемпіонат Туру WTA, щорічний жіночий тенісний турнір серед гравчинь, що показали найкращі результати на 11 турнірах Avon Championships Circuit в рамках Туру WTA 1982. Відбувся водинадцяте і тривав з 24 березня до 28 березня 1982 року на закритих кортах з килимовим покриттям Медісон-сквер-гарден у Нью-Йорку (США). П'ята сіяна Сільвія Ганіка здобула титул в одиночному розряді, після того, як у фіналі відставала від Навратілової з рахунком 1–6, 1–3, й отримала за це 100 тис. доларів США.

## Фінальна частина

### Одиночний розряд
Сільвія Ганіка —  Мартіна Навратілова, 1–6, 6–3, 6–4

### Парний розряд
Мартіна Навратілова and  Пем Шрайвер —  Кеті Джордан and  Енн Сміт, 6–4, 6–3